# Osage (Iowa)
Osage és una població dels Estats Units a l'estat d'Iowa. Segons el cens del 2000 tenia 3.451 habitants.

## Demografia
Segons el cens del 2000, Osage tenia 3.451 habitants, 1.528 habitatges, i 950 famílies. La densitat de població era de 637,5 habitants/km².
Dels 1.528 habitatges en un 26,1% hi vivien nens de menys de 18 anys, en un 51,5% hi vivien parelles casades, en un 7,9% dones solteres, i en un 37,8% no eren unitats familiars. En el 34,9% dels habitatges hi vivien persones soles el 21,7% de les quals corresponia a persones de 65 anys o més que vivien soles. El nombre mitjà de persones vivint en cada habitatge era de 2,19 i el nombre mitjà de persones que vivien en cada família era de 2,81.
Per edats la població es repartia de la següent manera: un 22,5% tenia menys de 18 anys, un 6,7% entre 18 i 24, un 23,1% entre 25 i 44, un 19% de 45 a 60 i un 28,7% 65 anys o més.
L'edat mediana era de 43 anys. Per cada 100 dones de 18 o més anys hi havia 79,5 homes.
La renda mediana per habitatge era de 30.676 $ i la renda mediana per família de 39.856 $. Els homes tenien una renda mediana de 31.488 $ mentre que les dones 22.688 $. La renda per capita de la població era de 17.366 $. Entorn del 5,5% de les famílies i el 7,7% de la població estaven per davall del llindar de pobresa.

## Poblacions més properes
El següent diagrama mostra les poblacions més properes.